# 白吉爾號驅逐艦 (DD-126)
白吉爾號驅逐艦（舷號DD-126）是一艘美國海軍建造的驅逐艦，為維克斯級驅逐艦的52號艦。她是美軍第二艘以白吉爾為名的軍艦，以紀念美國內戰時期的海軍軍官奧斯卡·白吉爾（Oscar C. Badger）。
白吉爾號在1918年於紐約造船廠開始建造，在同年下水，於1919年服役，其時第一次世界大戰已經結束。接著白吉爾號分別在地中海及太平洋執勤，於1922年退役。1930年白吉爾號重新服役，並用作訓練艦。第二次世界大戰爆發後，白吉爾號曾派往法國及北非海域護航商船，到戰爭後期則留在巴拿馬運河附近作訓練艦。1945年白吉爾號退役除籍，並出售拆解。
白吉爾號在第二次世界大戰共獲一枚戰鬥之星。